# 龙日阿错
龙日阿错也作隆热错，位于中国青海省南部玛多县境内，位于黄河南岸，西距鄂陵湖8公里，东距星星海约5公里。湖泊长9.4公里，平均宽2.02公里，面积19平方公里。湖面海拔4213米。湖水主要依赖地表径流补给，集水区面积209平方公里。